# 野間駉
野間 駉（1854年8月19日（安政元年7月26日） - 1906年（明治39年）7月7日）は、大日本帝国陸軍軍人。最終階級は陸軍少将。位階勲等功級は従四位勲二等。

## 経歴
のちの静岡県に生まれる。1876年（明治9年）少尉試補を拝命し大阪鎮台予備砲兵第2大隊第1小隊附となり、1877年（明治10年）4月、陸軍砲兵少尉に任じた。1881年（明治14年）中尉に進み、山砲兵第4大隊小隊長、1882年（明治15年）野砲兵第1大隊副官を経て、1884年（明治17年）5月、大尉に進んだ。1888年（明治21年）砲兵第4連隊副官を経て、少佐に昇り、1895年（明治28年）3月、中佐に進級し野戦砲兵監に任じ、同年9月、陸軍戦利品整理委員となった。
1897年（明治30年）10月、大佐に進級と同時に野戦砲兵射撃学校長に補された。1903年（明治36年）5月、陸軍少将に進級と同時に基隆要塞司令官に補され、1905年（明治38年）10月、関東都督府砲兵部長となった。1906年（明治39年）7月7日、腸チフスにより旅順病院で卒去した。